# S. J. R. Motor Company
S. J. R. Motor Company war ein US-amerikanischer Hersteller von Automobilen.

## Unternehmensgeschichte
Salvador J. Richards hatte 1914 die Salvador Motor Company geleitet. Nach deren Aufgabe gründete er im Februar 1915 das neue Unternehmen. Der Sitz war ebenfalls in Boston in Massachusetts. Er begann mit der Produktion von Automobilen. Der Markenname lautete SJR. 1916 endete die Produktion. Insgesamt entstanden nur wenige Fahrzeuge.

## Fahrzeuge
Angekündigt waren zwei Modelle. Eines sollte entsprechend dem vorherigen Salvador eine schmalere Spurweite haben. Aufgrund der schlechten Erfahrung damit wurde dieser Plan nicht verwirklicht.
Somit stand nur ein Modell im Sortiment. Es hatte einen Vierzylindermotor mit Wasserkühlung. 82,55 mm Bohrung und 127 mm Hub ergaben 2719 cm³ Hubraum. Er war mit 25/30 PS angegeben und leistete 25 PS. Er trieb über ein Dreiganggetriebe und eine Kardanwelle die Hinterachse an. Das Fahrgestell hatte 274 cm Radstand und die für amerikanische Wagen der damaligen Zeit üblichen 142 cm Spurweite. Der Aufbau wurde Boulevand Roadster genannt. Es war ein Roadster mit drei Sitzen. Der Neupreis betrug 855 US-Dollar.